# Gimnastični center Ljubljana
Gimnastični center Ljubljana je športna dvorana namenjena gimnastiki na Gerbičevi ulici na Viču v Ljubljani, odprta 27. novembra 2015. Prvotno zamišljeno ime je bilo Gimnastični center Cerar-Pegan-Petkovšek po uspešnih slovenskih telovadcih Miroslavu Cerarju st., Aljažu Peganu in Mitji Petkovšku, toda zaradi pomisleka o poimenovanju po še živečih ljudeh so ime opustili. Projekt izgradnje je stal okoli 11 milijonov evrov, od tega je tri četrtine sredstev prispeval Evropski sklad za regionalni razvoj, gradnja je trajala devet mesecev.

## Opis
Zgradba ima štiri nadstropja. V pritličju je recepcija z gostinskim lokalom, pisarne, garderobe in velika gimnastična dvorana. V prvem nadstropju je tribuna, ogrevalni prostor, garderobe za rekreativce in telovadnica za vodene vadbe. V drugem nadstropju sta dve športni dvorani opremljeni kot fitnes in prostor za vodene vadbe. Tretje nadstropje je namenjeno nastanitvi. Tu je trinajst dvoposteljnih in dve enoposteljni sobi, sejna soba in savna. 
Skupaj 1.951,50 m² je namenjenih tekmovanjem in treningu. Tu je dvorana za športno gimnastiko s trenažnimi orodji ter dvorana za ritmično gimnastiko. Dvorano je možno razdeliti na dva dela s premičnimi pregradnimi zavesami. Ob dvoranah so štiri velike garderobe s sanitarijami. Tribuna sprejme do 400 obiskovalcev. Nahaja se v prvem nadstropju objekta. Na drugi strani tribune je še ogrevalni prostor površine 150 m².
Javni zavod Šport Ljubljana je 30.12.2014 s podjetjem CGP d.d. podpisal pogodbo za izvedbo gradbeno-obrtniških in instalacijskih del ter dobavo in montažo notranje opreme. 13.11.2015 je bilo izdano pravnomočno uporabno dovoljenje, uradna otvoritev Gimnastičnega centra Ljubljana je bila 27.11.2015.